# 식당

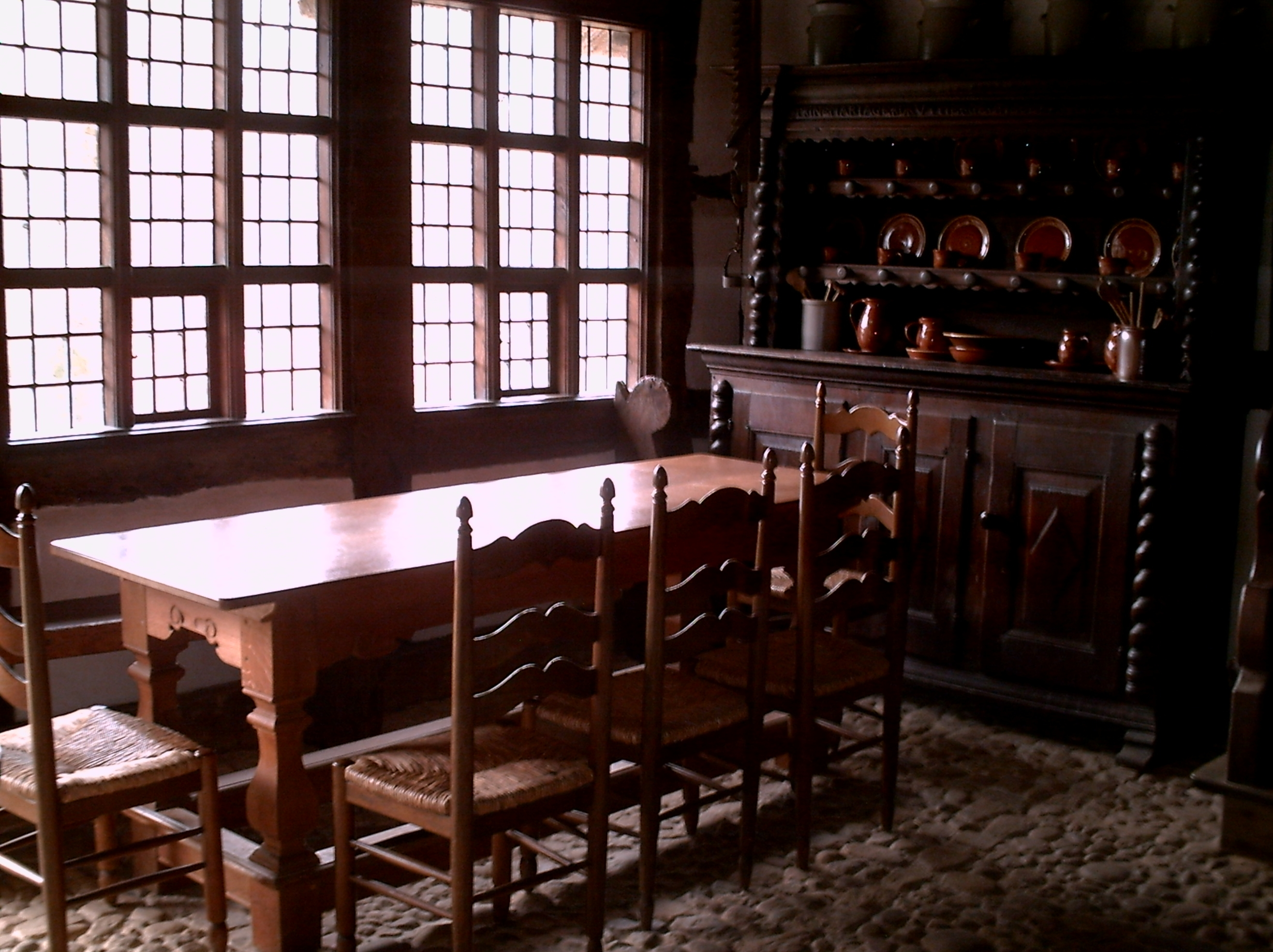
독일의 가정 식당의 역사적인 예

식당(食堂, 문화어: 밥공장)은 집이나 호텔의 객실에 있는 부엌(또는 주방)에 딸린 부속 시설이다. 보통 식사를 하는데 적합한 공간이라고 하여 탁자(즉, 테이블)의 설치는 기본으로 구성된다.
식당은 음식을 먹는 공간이다. 현대에는 서빙의 편의를 위해 일반적으로 주방과 인접해 있지만 중세 시대에는 완전히 다른 층에 있는 경우가 많았다. 역사적으로 식당에는 다소 큰 식탁과 여러 개의 식탁 의자가 갖추어져 있다. 가장 일반적인 모양은 일반적으로 두 개의 무장된 끝 의자와 긴 측면을 따라 짝수의 비무장 측면 의자가 있는 직사각형이다.

## 역사
중세 시대에는 영국 상류층과 기타 유럽 귀족들이 성이나 큰 매너하우스의 그레이트 홀에서 식사를 했다. 이것은 집의 대부분의 인구를 수용할 수 있는 대형 다기능실이었다. 가족은 높은 연단 위의 머리 테이블에 앉았고 나머지 인구는 순위가 낮아지는 순서대로 배열되었다. 그레이트 홀의 테이블은 벤치가 있는 긴 가대형 테이블인 경향이 있다. 그레이트 홀의 엄청난 수의 사람들은 아마도 분주하고 분주한 분위기를 가졌을 것이라는 것을 의미했다. 냄새도 많이 나고 연기가 자욱했을 것이라는 추측도 당시 기준으로 볼 때 근거가 없는 것일 수 있다. 이 방에는 큰 굴뚝과 높은 천장이 있었고 수많은 문과 창문 개구부를 통해 공기가 자유롭게 흐르고 있었을 것이다.
그러한 건물의 소유자가 메인 홀에서 떨어진 작은 '팔러' 또는 '개인 전용 팔러'에서 보다 친밀한 모임을 갖기 시작한 것은 사실이지만 이는 더 큰 규모의 정치적, 사회적 변화에 기인한 것으로 생각된다. 이러한 객실은 편안함을 제공했다. 시간이 지나면서 귀족들은 응접실에서 더 많은 식사를 했고, 응접실은 기능적으로 식당이 되었다(또는 두 개의 별도 방으로 나누어졌다). 또한 그레이트 홀의 연단에서 웅장한 의식 계단을 통해 종종 접근할 수 있는 그레이트 홀에서 더 멀리 이동했다. 결국 그레이트 홀에서의 식사는 주로 특별한 경우에 이루어지는 일이 되었다.
18세기 초에는 집의 여성들이 저녁 식사 후 식당에서 응접실로 물러나는 패턴이 나타났다. 신사들은 술을 마시면서 식당에 남아 있었다. 그 결과 식당은 더욱 남성적인 분위기를 띠는 경향이 있었다.
1930년대와 40년대에는 중산층 주택에서 하인의 방이 덜 흔해졌음에도 불구하고 식당은 주방과 계속 분리되었다. 1950년대와 60년대에는 식당과 주방 공간이 통합되었고, 거실은 주방-식당 공간과 통합되었다.
코로나19 팬데믹 기간 동안에도 여전히 존재했던 식당은 홈 오피스나 교실로 사용되었으며 격리용으로도 사용됐다.

## 같이 보기
- 부엌
- 음식점
- 카페테리아